# Teodoro (olgu tarcano)
Teodoro (em búlgaro: Теодор; romaniz.: Theodor; em grego medieval: Θεόδωρος; romaniz.: Theódoros) foi um oficial búlgaro ativo sob o cã Simeão I (r. 893–927), no século X. É citado numa inscrição protobúlgara datada de 903/904 que tem uma redação semelhante aos vários marcos na fronteira entre o Império Búlgaro e o Império Bizantino na Macedônia. Na inscrição, faz-se alusão a Simeão (como arconte), Teodoro (como olgu tarcano) e Dristro (como conde), aos quais a Macedônia estava subordinada. Ao que parece, Teodoro estava na hierarquia sob o arconte, mas acima do conde e parece que foi um comandante ou comandante militar suprarregional. É possível que esse indivíduo seja o Teodoro Sigritzes que esteve ativo décadas depois.